# 溫特沃思和德恩 (英國國會選區)
溫特沃思和德恩（英語：Wentworth and Dearne），英國國會一郡選區，包括英格蘭約克郡-亨伯南約克郡中部，包括班士利東南部和羅瑟勒姆都市自治市北部，共八個地方選區。
始於2010年。在2010年大選中自2005年起任當區議員、工黨的約翰·希利以50.6%選票勝出該區連任。